# Día Nacional del Candombe
O Día Nacional del Candombe, la Cultura Afrouruguaya y la Equidad Racial (em português:  Dia Nacional do Candombe, da Cultura Afro-uruguaia e da Igualdade Racial) é celebrado no Uruguai todo dia 3 de dezembro desde 2006. A data remete ao dia 3 de dezembro de 1978 quando, de maneira espontânea, os tambores de candombe em llamada soaram pela última vez no célebre cortiço Conventillo Mediomundo em Montevidéu, condenado à demolição pela ditadura militar que governava o país.
Como indicado pela lei 18059 que instituiu esta celebração, "o que aconteceu naquele dia foi um ato de muita homenagem e despedida a um dos berços inspiradores do candombe, de compromisso com o seu legado, e também de muita rejeição e resistência à uma arbitrariedade carregada de racismo daqueles que acreditavam que os negros e seus tambores empobreciam a cidade, e não poderiam viver no centro de Montevidéu prejudicando o turismo e o mercado imobiliário particularmente atraentes". A lei teve o apoio decisivo do deputado afro-uruguaio Edgardo Ortuño.